# Попов, Сергей Борисович (политик)
Сергей Борисович Попов (род. 8 ноября 1960) — российский политический деятель. Депутат Государственной Думы второго созыва (1995—1999) в составе депутатской группы «Народовластие».

## Биография
Родился в ноябре 1960 года, русский. Проживал в посёлке Коренёво Люберецкого района Московской области. Согласно сайту политической партии «За Русь святую», по окончании средней школы работал слесарем на заводе «Звезда» (Томилино). Срочную службу в Советской армии проходил с 1979 по 1981 год, после этого, с 1981 по 1990 год, состоял на оперативной работе в Люберецком УВД Московской области. С 1990 года занимал пост председателя совета директоров объединения охраны «Правопорядокъ».
На ранних этапах политической карьеры был депутатом Красковского поселкового совета и Люберецкого районного совета. Выдвинут группой избирателей в Государственную думу II созыва, избран от Люберецкого одномандатного избирательного округа № 107. В Думе представлял депутатскую группу «Народовластие», входил в комитет Государственной думы по безопасности. В 1999 году был кандидатом в губернаторы Московской области. В 2001 году возглавил партию «За Русь святую» (зарегистрирована в октябре 2002 года). Партия, позиционировавшая себя как христианско-патриотическая, отказалась от вхождения в избирательный блок «Родина», участвовала в выборах в Государственную думу IV созыва отдельным списком и набрала 0,49 % голосов избирателей (менее 300 тысяч).